# Gargas (Haute-Garonne)
Gargas település Franciaországban, Haute-Garonne megyében. Lakosainak száma 758 fő (2022. január 1.). Gargas Vacquiers, Labastide-Saint-Sernin, Cépet, Villariès és Villeneuve-lès-Bouloc községekkel határos.

## Népesség
A település népességének változása:
| Lakosok száma | 172  | 316  | 425  | 590  | 676  | 693  | 685  | 702  | 703  | 758  |
|               | 1968 | 1982 | 1990 | 2006 | 2013 | 2015 | 2017 | 2019 | 2020 | 2022 |